# Трайчо Трайков
Трайчо Димитров Трайков е български политик. От 2009 до 2012 година е министър на икономиката, енергетиката и туризма в правителството на ГЕРБ и Бойко Борисов. От 2013 година участва в дейността на Реформаторския блок, като през 2016 г. е номиниран и участва в кандидат-президентската надпревара от името на Блока.

## Биография

### Образование и работа в енергийния сектор
Роден в 1970 година в София. По произход е македонски българин. Трайков завършва средното си образование в Първа английска езикова гимназия, София през 1989, а висшето – в УНСС със специалност „Международни икономически отношения“ през 1994. Впоследствие специализира по финансов анализ и мениджмънт в Австрия и Германия. Той започва кариерата си в една от първите специализирани консултантски компании с фокус на Източна Европа, а впоследствие се присъединява към една от големите европейски консултантски фирми, Roland Berger. Там той се присъединява към екипа на своите клиенти ЕВН. Работи в EVN от 2005 до 2009 по мениджърски и проектни задачи в рамките на дейността в България на австрийската група за услуги в областта на енергетиката и опазването на околната среда, консултира и Electrica SA (Румънският електроразпределителен холдинг) по приватизацията на Electrica Oltenia и Electrica Moldova . Прокурист е на „ЕВН България Топлофикация“ и на „ЕВН България Електроразпределение“

### Министър
Политиката на Трайчо Трайков като министър на икономиката, енергетиката и туризма се концентрира върху енергийните въпроси, и особено отстояването на българските национални интереси спрямо политиката на Русия. Трайков настоява за добри цени за България на газа в преговорите с Газпром, диверсификацията на източниците на енергия и евентуално построяване на АЕЦ „Белене“, но със съвременна техника и неруски капитали. С това той се противопоставя открито на политиката, водена от неговите предшественици и широко пропагандирания от Георги Първанов „Голям шлем в енергетиката“, имащ за цел да свърже България с Русия за десетилетия напред.

#### Оставка
Като причина за оставката на Трайков, Бойко Борисов посочва провал на бизнесфорум, организиран по време на посещението на кабинета Борисов и съпровождаща бизнесделегация в средата на март 2012 година в Катар. По-късно министърът на външните работи Николай Младенов признава, че неговото министерство е организатор на форума, но след като е пропаднала първоначалната идея да се организира изложение на българските фирми, организирано от Министерството на икономиката, енергетиката и туризма. Той обаче отрича форумът да е бил провал, въпреки че приема вината за него. В същото време министър Дянков заявява, че е знаел, че оставката ще бъде поискана още преди форума в Катар .
Оставката е поискана на Трайчо Трайков от Цветанов на Летище София след форума в Катар, който по-късно посочва, че Трайков имал „лични причини“ за подаването на оставката си. Трайков отрича това и заявява, че не знае мотивите на Бойко Борисов за поискването на оставка.
Изпълнителната комисия на ГЕРБ приема оставките на Трайчо Трайков и Константинов, които са поискани заедно, но Трайков не я е депозирал там, тъй като не е член на ГЕРБ . По-късно Цветанов заявява, че думите на Трайчо Трайков, че не може да си депозира оставката там, тъй като няма членство в партията , обиждало ГЕРБ .
В допълнение на 19 март 2012 посланикът на САЩ в България Уорлик заявява, че „Подалият оставка Трайчо Трайков е действал винаги в интерес на българските граждани, а напускането му ще е загуба за българското правителство“ 

### Общински съветник
На местните избори през 2015 г. е издигнат от Реформаторския блок като водач на листата за общински съветници в гр. София, а след провеждането на изборите, с решение на ЦИК от 29 октомври 2015 г. за разпредление на мандатите, е избран за член на общинския съвет в гр. София.

### Кандидат-президент
На президентските избори през 2016 г. се кандидатира за президент заедно със Съби Събев. Двойката е издигната от Реформаторския блок. 

### Кмет
На 12 ноември 2019 г. встъпва в длъжност като кмет на район „Средец“, след като е избран на балотаж с 54,21 %.